# فلاديمير بوتشكوف
فلاديمير اندرييفيتش بوتشكوف (بالروسية: Владимир Андреевич Пучков) هو وزير لشؤون الدفاع المدني وحالات الطوارئ والتخلص من عواقب الكوارث الطبيعية لروسيا الإتحادية.

## حياته
ولد بوتشكوف عام 1959 بمقاطعة فولغوغراد الروسية . وتخرج عام 1979 من كلية تيومين للمهندسين العسكريين، ثم تخرج عام 1988 من أكاديمية الهندسة العسكرية وأكاديمية الخدمة الادارية الحكومية عام 2000.
والتحق الضابط بوتشكوف في أعوام 1979 – 1983 بقوات الدفاع المدني في منطقة الشرق الأقصى العسكرية ومنطقة الأورال العسكرية. وفي عام 1991 أنهى الدراسات العليا لدى أكاديمية الهندسة العسكرية وتولى تدريس مواد الدفاع المدني في دورة الدفاع المدني. ثم تولى إدارة مختبر ومديرية البحوث العلمية لدى معهد البحوث العلمية في مجال الدفاع المدنى وحالات الطوارئ.
وفي عام 1997 تم تعيينه في منصب نائب رئيس إدارة حماية السكان والاراضي الروسية. وتولى عام 2003 منصب رئيس تلك الإدارة.
وفي عام 2006 تم تعيينه رئيسا لمركز الطوارئ التابع لوزارة الطوارئ في إقليم شمال غرب روسيا.
في أعوام 2007 – 2012 تولى منصب نائب وزير الطوارئ.
وفي 21 مايو/أيار عام أصدر الرئيس الروسي فلاديمير بوتين مرسوما رئاسيا بتعيين فلاديمير بوتشكوف في منصب وزير الطوارئ الروسي. وحل في هذا المنصب محل سيرغي شويغو الذي تولى قبل ذلك منصب محافظ موسكو أوبلاست.